# Turkije van A tot Z

Locatie van Turkije

## A
Abdi İpekçi Arena -
Abdullah Avcı -
Abdullah Öcalan -
Abdülhamit I -
Abdülhamit II -
Abdülmecit -
Abdülaziz -
Elvan Abeylegesse -
Adana (stad) -
Adana (provincie) -
Halide Edib Adivar -
Aeolië -
Afro-Turken -
Afyonkarahisar (provincie) -
Afyonkarahisar (stad) -
Adalet Ağaoğlu -
Ahmed I -
Ahmed II -
Ahmed III -
Azra Akın -
AK-partij -
Alanya -
Alevitisme -
Ali Pasja -
Alp Arslan -
Ahmet Altun -
Anadol -
Anatolië -
Ankara -
Antalya -
Antiochië -
Aquaduct van Valens -
Ararat -
Aras (rivier) -
Arzawa -
Mustafa Kemal Atatürk -
Turkse autosnelwegen -
Ayran -
Aziatische weg 1 -
Aziatische weg 87

## B
Badplaatsen in Turkije -
Bağlama -
Batman (provincie) -
Batman (rivier) -
Batman (stad) -
Buket Bengisu -
Beş Yıl Önce On Yıl Sonra -
Bingöl (provincie) -
Bingöl (stad) -
Bodrum -
Bolu (provincie) -
Bolu (stad) -
Bosporus -
Buikdans -
Bursa -
Byzantijnse keizers -
Byzantijnse Rijk

## C
Carië -
Celal Bayar -
İsmail Cem -
Ceyhan -
Taner Ceylan -
CHP -
Comité voor Eenheid en Vooruitgang -
Congres voor Vrijheid en Democratie in Koerdistan -
Constantinopel -
Cyme -
Cyprus

## Ç
Halet Çambel -
Çanakkale (provincie) -
Çanakkale (stad) -
Çeşme (district) -
Çeşme (stad)

## D
Dardanellen -
Tuğba Daşdemir -
Davul -
Denizli (provincie) -
Denizli (stad) -
Rauf Denktaş -
Kemal Derviş -
Hrant Dink -
Districten van Turkije -
Djemal Pasja -
Diyarbakir -
Dodekanesos -
Dolmuş -
Turkse dorpen

## E
Bülent Ecevit -
Edessa -
Efeze -
Economie van Turkije -
Turkse eilanden -
Yunus Emre -
EOKA -
Recep Tayyip Erdoğan -
Sertab Erener -
Bülent Ersoy -
Eskişehir -
Eufraat -
Turkije en de Europese Unie -
Turkije op het Eurovisiesongfestival -
Enver Pasja -
Emirdag

## F
Şebnem Ferah -
Frygië

## G
Galaten -
Gallipoli -
Gaziantep -
Turkse gemeenten -
Gemlik -
Geschiedenis van Turkije -
Giresun -
Ziya Gökalp -
Gordium -
Grieks-Turkse Oorlog -
Grijze Wolven -
Orhan Gencebay - 
Hüseyin Göçek

## H
Hagia Sophia -
Hatay (provincie) -
Hattusa -
Halim Pasja -
Haydarpaşa -
Hettitisch -
Hierapolis en Pamukkale -
Nazım Hikmet

## I
Ilion -
İmralı -
Ionië -
İskenderiye -
Iskenderun -
İsmet İnönü -
ISO 3166-2:TR -
Istanboel (-bul) -
İstiklâl Marşı -
İzmir -
İzmit -
İznik-keramiek -
Izzet Pasja

## J
Jonge Turken

## K
Nihat Kahveci -
 Tuğba Karademir - 
Karaman -
Karië -
Kayseri (provincie) -
Kayseri (stad) -
Yaşar Kemal -
Kemalisme -
Kemenche -
Klein-Azië -
Klips ve Onlar -
Kocaeli -
Koera -
Koerden -
Koemanen -
Koerdisch -
Koerdische Arbeiderspartij -
Konya -
Kumtepe -
Kuşadası (district) -
Kuşadası (stad)

## L
Lara -
Latijnse Keizerrijk -
Lazen -
Lazica -
Lazisch -
Turkse luchtvaartmaatschappijen -
Luwiërs -
Luwisch

## M
Mahmut I -
Mahmut II -
Malik Sjah I-
Manzikert -
Maritsa -
Marmaris -
Mausoleum van Halicarnassus -
Meander -
Mehmet II -
Mehmet V -
Mehmet VI -
Mehmet Ali Talat -
Adnan Menderes -
Mersin (provincie) -
Mersin (stad) -
MFÖ -
Midas -
Middellandse Zee -
Miniaturk -
Turkse ministers van Buitenlandse Zaken -
Murat V -
Het Museum van de Onschuld -
Myra

## N
Nazar (band) -
Neve Shalom-synagoge -
Noord-Cyprus -
Nisibis -
Nuri Pasja

## O
Odalisk -
Ogoezen -
Ali Fethi Okyar -
Olieworstelen -
Onderscheidingen in Turkije -
Osman I -
Otosan -
Ottomaanse dynastie -
Ottomaanse Rijk

## P
Orhan Pamuk -
Pamukkale -
Pan (band) -
Panturkisme -
Recep Peker -
Petsjenegen -
Phrygisch -
PKK -
Pontus -
Politiek in Turkije -
Premiers van Turkije -
Presidenten van Turkije -
Provincies van Turkije

## R
Regio's van Turkije -
Russisch-Turkse oorlogen

## S
Sagalassos -
Aziz Sancar -
Ruhi Sarıalp -
Saz -
Seltsjoek -
Seltsjoeken -
Elif Shafak -
Side -
Slag aan de Granicus -
Slag bij Manzikert -
Slag bij Lepanto -
Şükrü Saracoğlu -
Zeki Rıza Sporel -
Grote Turkse steden -
Sport in Turkije -
Süper Lig -
Sürpriz

## T
Talaat Pasja -
Tanzimaat -
Tansu Çiller -
Tapan -
Tempel van Artemis in Efeze -
Tigris -
Metin Tokat -
Togrul Beg -
Trabzon -
Troje -
Troje I-III -
Troje IV-V -
Troje VI-VII -
Tutush I -
Turgut Reis -
Turken -
Turkije -
Turkije en de Europese Unie -
Turkologie -
Turks -
Turkse keuken -
Turkse Onafhankelijkheidsoorlog -
Turkse Rivièra -
Türksoy -
Turks fruit -
Turkse literatuur -
Turkse Republiek Noord-Cyprus -
Turkse voetbalbond -
Turks voetbalelftal

## U
Alper Uçar - 
Urartu -
Urfa (provincie) -
Urfa (stad) -
Halit Ziya Uşaklıgil

## V
Verdrag van Sèvres -
Vlag van Turkije -
Vlag van de Turkse Republiek Noord-Cyprus -
Vrede van Lausanne (1923)

## W
Wassende maan en ster -
Wijnbouw in Turkije -
Wijnstreken in Turkije -
Wilusa

## Y
Yatagan -
Sadık Yemni -
Nilgün Yerli -
Yozgat (district) -
Yozgat (provincie) -
Yozgat (stad)

## Z
Zee van Marmara -
Zieke man van Europa -
Zwarte Zee -
Zurna